# Anosia praealbata
Anosia praealbata är en fjärilsart som beskrevs av Froreich 1928. Anosia praealbata ingår i släktet Anosia och familjen praktfjärilar. Inga underarter finns listade i Catalogue of Life.